# Porteña
Porteña é um município da província de Córdova, na Argentina.